# Bernardo Bellincioni
Bernardo Bellincioni (Florence, 25 août 1452 – Milan, 12 septembre 1492) est un poète italien.

## Biographie
Bellincioni commence sa carrière à la cour de Laurent de Médicis à Florence. En 1483, il passe au service de la Maison de Gonzague à Mantoue, avant de s’installer à Milan en 1485, où il devient le poète officiel de Ludovic Sforza dit « le More ». Il compose différents poèmes dédiés à son protecteur, et les livrets de textes récités ou chantés lors des fêtes de cour à Milan.
Parmi ceux-ci figure la célèbre Festa del Paradiso, mise en scène par Léonard de Vinci à l’occasion des noces d’Isabelle d'Aragon, fille d’Alphonse II (héritier du royaume de Naples), avec son jeune cousin Jean Galéas Sforza, duc de Milan assujetti à la régence forcée de son oncle Ludovic Sforza dit « le More ».
Bellincioni est également connu pour avoir composé un sonnet sur le portrait de la maîtresse de Ludovic Sforza, Cecilia Gallerani, réalisé par Léonard de Vinci et aujourd’hui connu sous le nom de La Dame à l'hermine.

## Principales œuvres
- Sonetti, canzoni, capitoli, Milan, 1493
- Le rime di Bernardo Bellincioni riscontrate sui manoscritti, sous la direction de Pietro Fafani, Bologne, Gaetano Romagnoli, 1876-1878 [édition contenant le livret de la Festa del Paradiso]